# Trimeresurus tibetanus
Trimeresurus tibetanus este o specie de șerpi din genul Trimeresurus, familia Viperidae, descrisă de Yong-zhao Huang în anul 1982. A fost clasificată de IUCN ca specie cu risc scăzut. Conform Catalogue of Life specia Trimeresurus tibetanus nu are subspecii cunoscute.